# London Eye

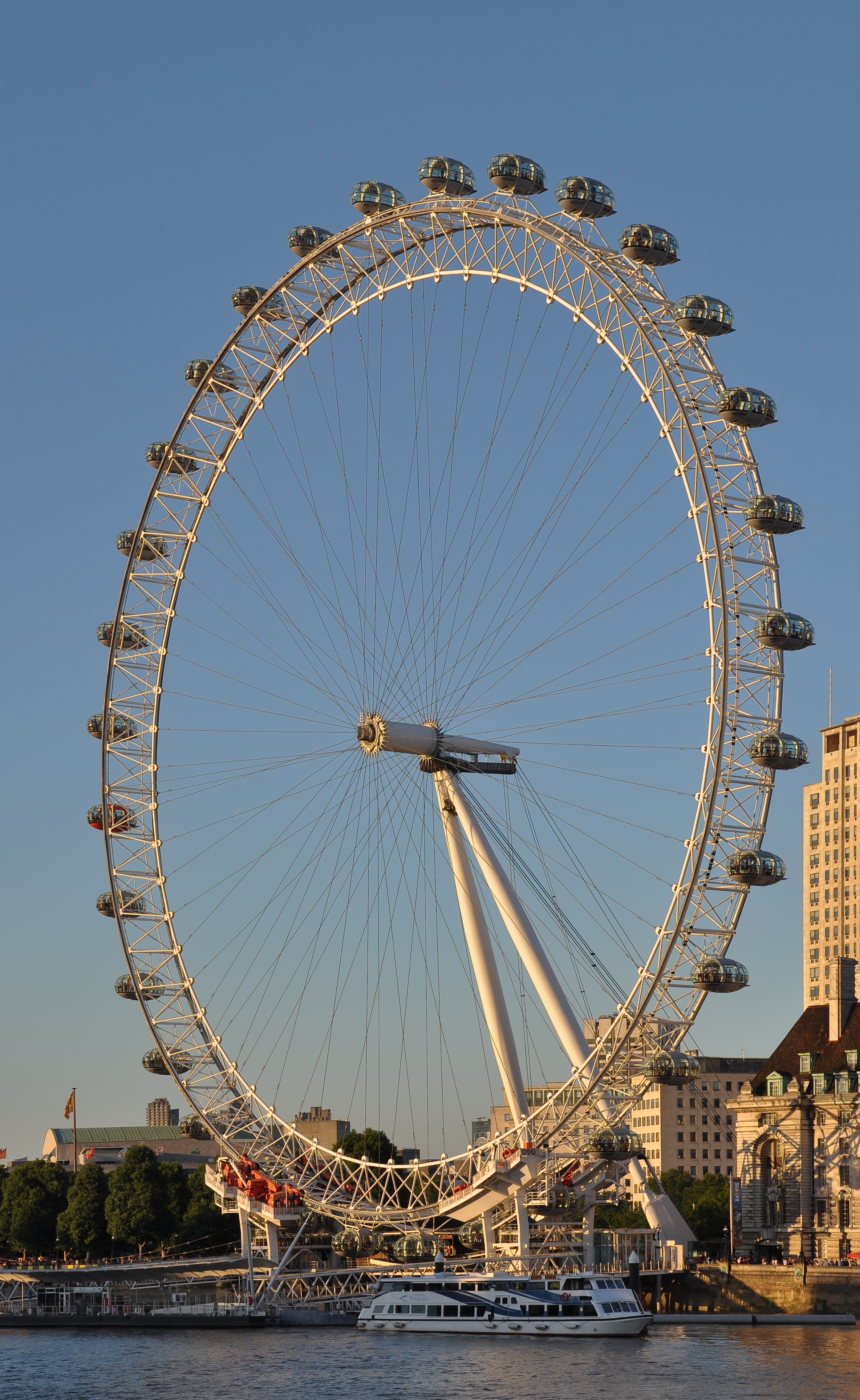
London Eye

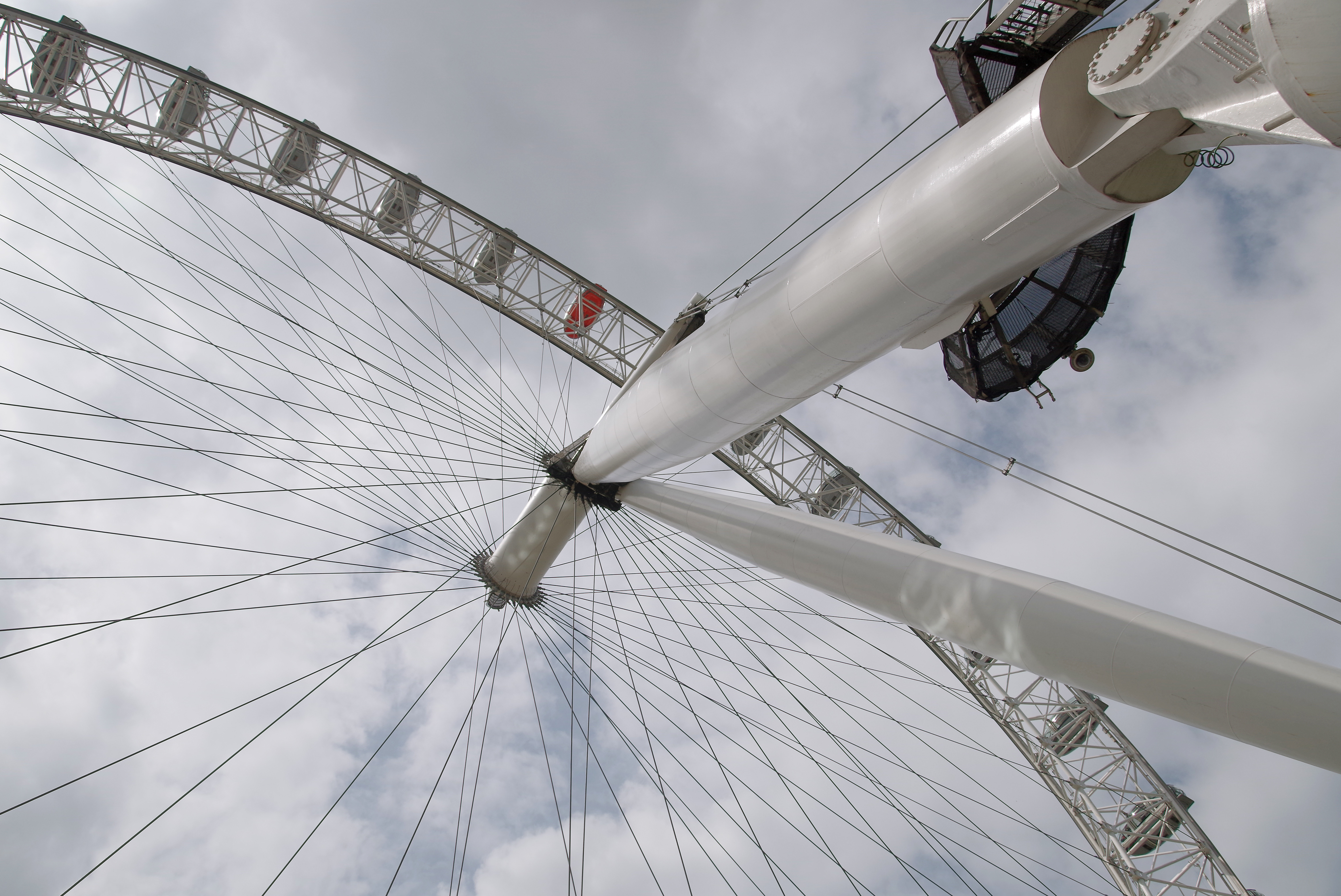
Detailansicht des London Eye

Das London Eye (englisch für „Auge von London“), auch bekannt unter der Bezeichnung Millennium Wheel, ist mit einer Höhe von 135 Metern seit 2022 das zweithöchste Riesenrad Europas. Es befindet sich im Zentrum von London am Südufer der Themse an der Promenade Queen’s Walk im London Borough of Lambeth nahe der Westminster Bridge und gilt als eines der Wahrzeichen der britischen Hauptstadt.
Baubeginn des Riesenrades war 1998. Am 10. Oktober 1999 wurde die Konstruktion aufgerichtet. Die Eröffnung für Besucher verzögerte sich wegen technischer Probleme bis zum 9. März 2000. Das London Eye sollte ursprünglich nur etwa fünf Jahre betrieben werden; angesichts des großen Erfolges wurde dies verworfen. Bis zum 10. September 2022 war es das höchste Riesenrad Europas, bis in Moskau das 140 m hohe Riesenrad Sonne von Moskau eröffnet wurde.

## Merkmale
Das London Eye besitzt 32 bodentief verglaste und klimatisierte Gondeln, in denen jeweils 25 bis 28 Personen Platz finden. Die Gondeln sind horizontal verlängerte Rotationsellipsoide. Sie sind von je zwei fest im Riesenrad montierten Kreisringen umgeben und in ihnen um ihre horizontale Achse drehbar gelagert (siehe unten stehendes erstes und zweites Bild). Wegen ihres tiefen Schwerpunktes drehen sie sich darin so, dass der Gondelboden immer waagerecht bleibt.
Die Gondeln befinden sich außerhalb des Rades, was eine fast uneingeschränkte Panorama-Aussicht ermöglicht. Ihre Umfangsgeschwindigkeit ist 0,26 m/s (knapp 1 km/h). Ein Umlauf dauert fast eine halbe Stunde. Durch die geringe Geschwindigkeit wird der Fahrgastwechsel während der Fahrt möglich, so dass das Rad nur anhält, um unter anderem Rollstuhlfahrern den Einstieg zu ermöglichen. Der Antrieb des Radkranzes erfolgt an beiden Seiten  durch insgesamt 16 Reibräder: 8 pro Seite, zu je 2 Gruppen à 4 Stück zusammengefasst (siehe unten drittes Bild in der Galerie).
Bei guter Fernsicht kann man vom Riesenrad aus bis zu 40 km weit sehen, unter anderem bis zum etwas außerhalb Londons gelegenen Schloss Windsor.

Kabine und Rad-Antrieb
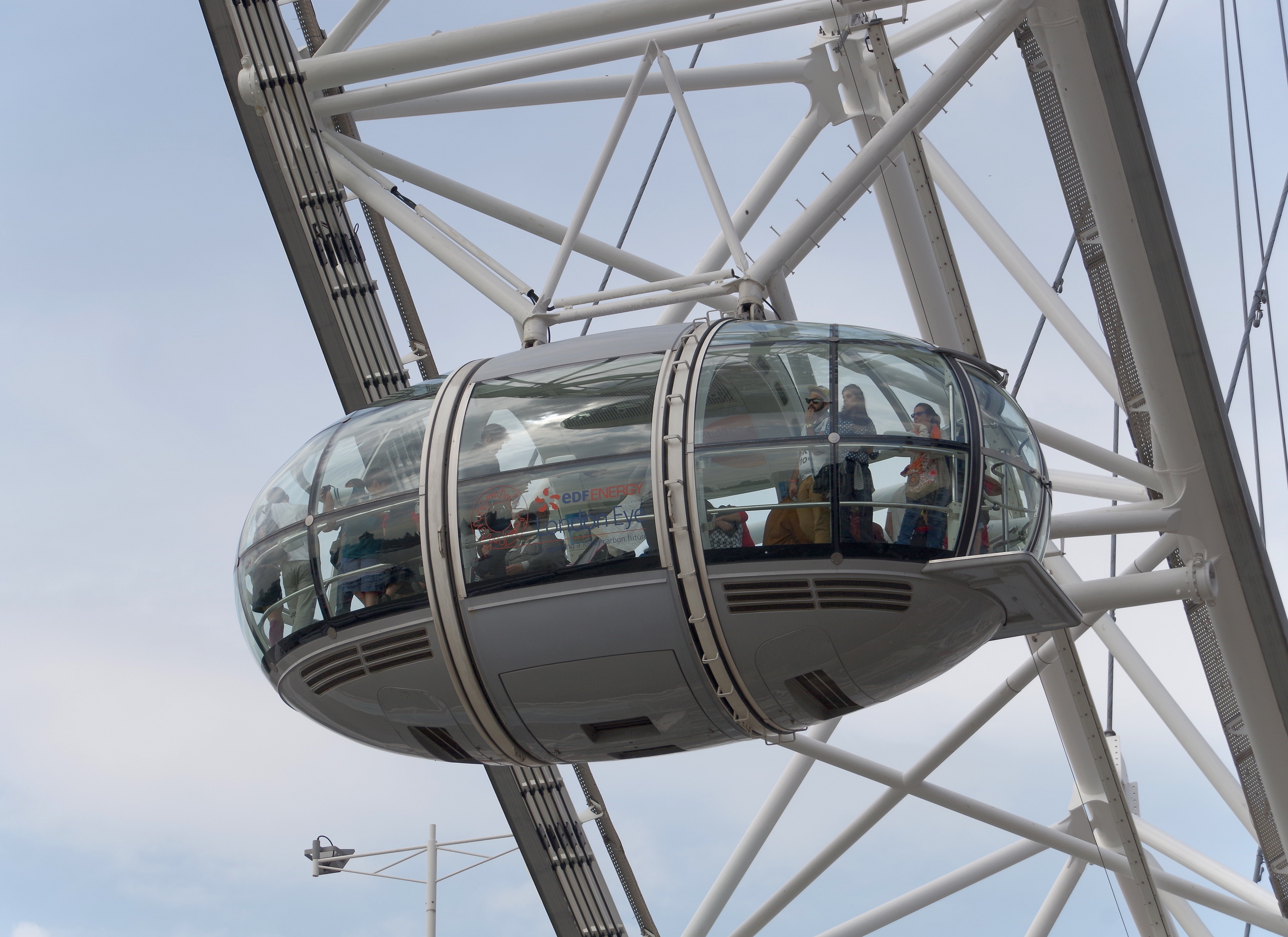
Kabine, in zwei Ringen gelagert
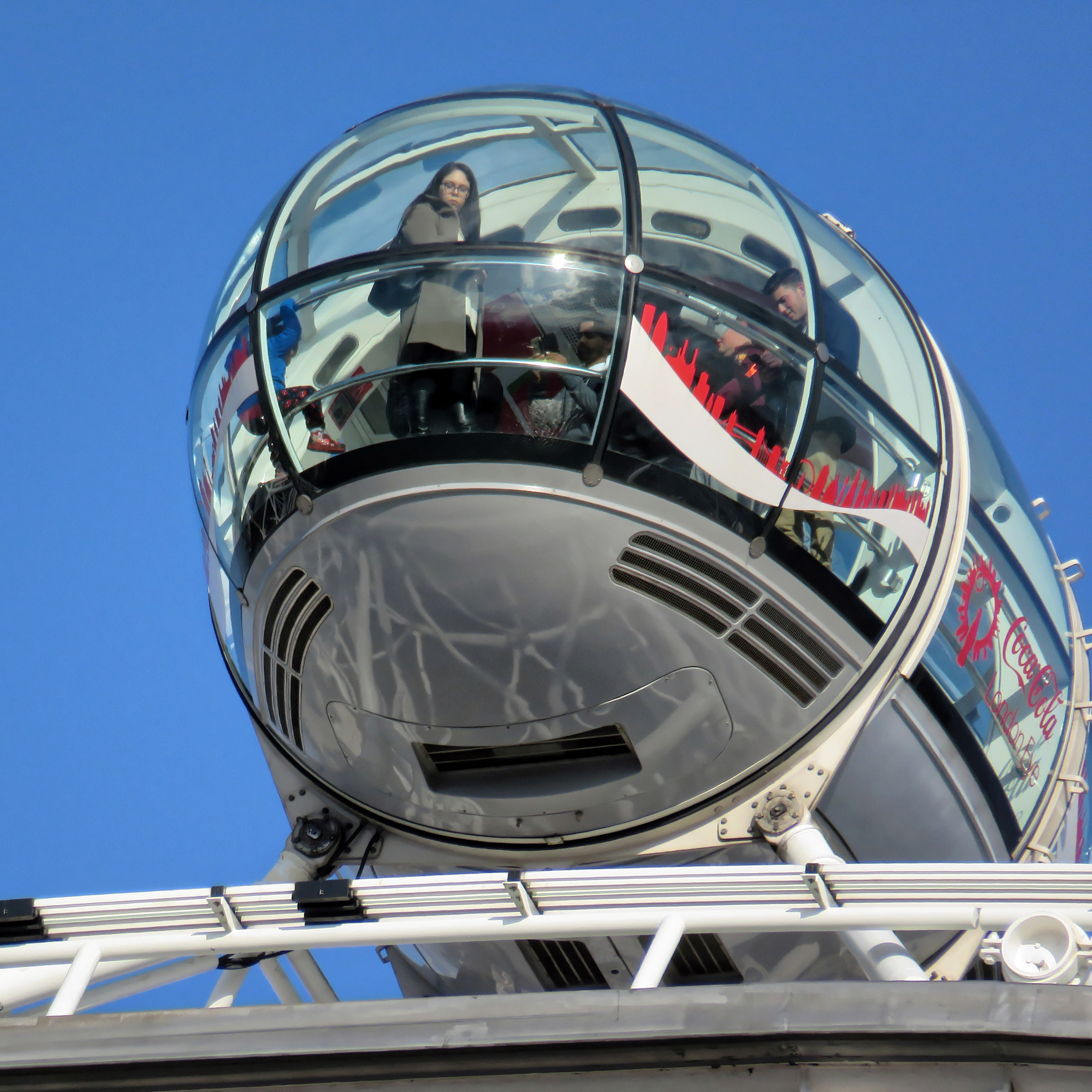
Kabine in höchster Lage, auf dem Riesenrad „stehend“
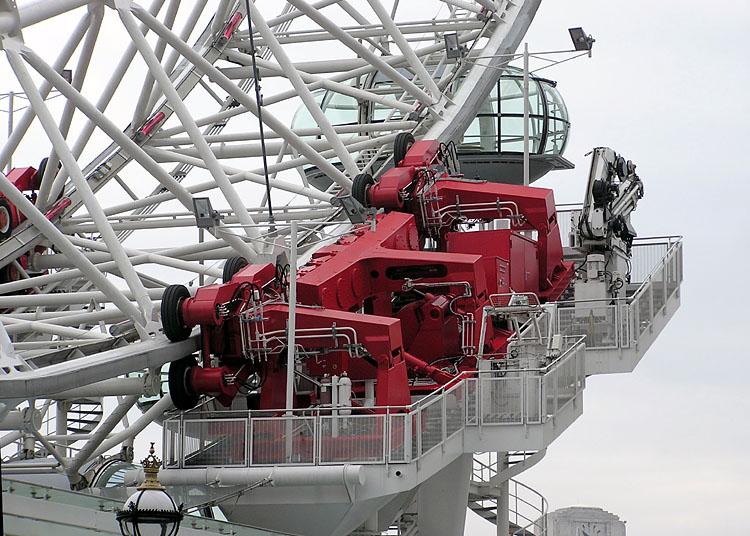
Blick auf eine Seite des Reibradantriebs, links ist ansatzweise die andere Seite zu erkennen

## Planung und Bau
Das Riesenrad wurde von den Architekten David Marks und Julia Barfield entworfen. Tragwerksplaner war John Roberts, der auch später mit Marks Barfield beim British Airways i360 Aussichtsturm in Brighton zusammenarbeitete. Marks und Barfield hatten versucht, nach dem Erfolg des London Eye die Idee an weitere Städte zu verkaufen; sie erwies sich aber als zu teuer, weshalb sie als kostengünstigere Alternative den Aussichtsturm i360 entwarfen. Für das London Eye war ursprünglich Arup als Ingenieursfirma eingebunden. Diese stieg jedoch aus, als das Unternehmen Mitsubishi, mit dem sie verbunden war, sich zurückzog. Das Design der Gondeln stammt von Nick Bailey; das niederländische Stahlbau-Unternehmen Hollandia baute sie. Die Drehachse und die einseitige, schräge Stütze aus Rohren und Spannelementen wurden von der tschechischen Maschinenbaufirma Škoda geliefert. FAG Kugelfischer entwickelte und baute in Schweinfurt das riesige Pendelrollenlager an der Nabe. Die Kapseln und das Stabilisations-System stammen von der französischen Firma Sigma. Der Antrieb wurde von Bosch Rexroth geliefert. Am 10. September 1999 versuchte das niederländische Spezialunternehmen Smit-Tak mit einem der größten Schwimmkräne der Welt, das liegend zusammengebaute Rad des London Eye aufzurichten, doch der Versuch schlug fehl. Erst einen Monat später konnte das Rad zunächst um 60 Grad aufgerichtet werden. Es dauerte eine weitere Woche, um es in seine endgültige Position zu heben.

## Betreiber
Die Merlin Entertainments Group besitzt und betreibt das Riesenrad. Sponsor seit Februar 2020 ist die Online-Reisesuchmaschine lastminute.com. Zuvor waren von 2011 bis Ende 2014 EDF Energy und von 2015 bis Ende Januar 2020 Coca-Cola die Sponsoren. Bei der Eröffnung 2000 gehörte es noch der Tussauds Group, British Airways und der Architektenfamilie Marks Barfield gemeinsam. Tussaud kaufte 2006 die Anteile der anderen Eigentümer und wurde 2007 dann selbst von Merlin übernommen.

## Einordnung
Das London Eye ist das sechstgrößte Riesenrad der Welt. Bis zum 4. Januar 2006 war es das höchste Riesenrad der Welt, wurde aber dann durch das 160 Meter hohe Riesenrad „Stern von Nanchang“ in Nanchang, China, abgelöst, das wiederum mit der Eröffnung des Singapore Flyer am 1. März 2008 als damals größtes Riesenrad der Welt ersetzt wurde. In der Zeit zwischen 2014 und 2021 war der High Roller in Las Vegas das größte Riesenrad, welches im Oktober 2021 vom 260 Meter hohen Ain Dubai abgelöst wurde.
Bis zum 10. September 2022 war es außerdem das größte Riesenrad Europas, wurde aber durch das 140 Meter hohe Riesenrad „Sonne von Moskau“ in Moskau, Russland abgelöst.
Zur Kolonialausstellung Empire of India Exhibition stand von 1895 bis 1907 im Earls Court Exhibition Centre das Great Wheel, das mit 94 Meter bis zum Bau des Riesenrades in Paris im Jahr 1900 das höchste Riesenrad der Welt war.